# Bývalá pošta (Zlaté Hory)
Bývalá pošta se nachází na náměstí Svobody čp. 94 ve Zlatých Horách v okrese Jeseník. Byl zapsán do Ústředního seznamu kulturních památek ČR před rokem 1988 a je součástí městské památkové zóny.

## Historie
Zlaté Hory, někdejší Cukmantel, zažily největší rozvoj v 16. století, kdy zde byla výnosná těžba zlata. V 17. století je město za třicetileté války vyrabováno Švédy a pak následovaly čarodějnické procesy. Mezi další postihy v průběhu století (16., 17. 18. a 19. století) byly požáry, povodně, různé epidemie, válečné útrapy a ve 20. století světové války. Pohromy se projevily ve schopnosti obyvatel se vzchopit a město obnovit. Výstavba měšťanských domů od jeho povýšení na město ve 14. století byla těmito událostmi poznamenána. Většina domů má středověký původ. Jádro zděných domů se nachází v centru města a mají rysy renesančního slohu. Další přestavby jsou v empírovém slohu, ve kterém se stavělo nebo přestavovalo ještě v 19. století. Ve 20. století byly stavby měněny v historizujícím, secesním, postsecesním i tradicionálním stylu, a také v socialistické architektuře. Po vybourání hradeb se k zachovalému historickému centru napojovaly okrajové části a město se začalo rozrůstat do šířky. V 19. století dochází k zasypání vodního koryta (1802), které procházelo náměstím, empírové přestavbě, vydláždění ulic (dláždění náměstí v roce 1833) a zavedení pouličního osvětlení (olejové lampy 1839). Na začátku 20. století vznikají lázně (1879) nová pohostinství, plynárna (1905) a je stavěna kanalizace, vodovod, elektrifikace (do roku 1914) a výstavba nových domů (1914). V šedesátých letech dochází k úpravě náměstí, bourání historických domů a stavbě unifikovaných staveb (panelových domů). V roce 1992 byla nad historickým jádrem Zlatých Hor vyhlášena městská památková rezervace, která zahrnuje domy na ulici Kostelní, Palackého, Polská a na náměstí Svobody.
Mezi domy památkové zóny patří bývalá pošta a celnice na náměstí Svobody čp. 94 v sousedství domu čp. 95. Renesanční stavba na středověkém jádře byla barokně přestavěna v roce 1698 rodinou Nentwigů (tzv. holandské baroko). Byla první poštovní stanicí ve Slezsku a jedna z mnoha na cestě do Polska. Jako poštovní úřad sloužila do roku 1936. V současné době slouží jako městské muzeum. Dům byl obnoven v období 2013–2016. V přízemí je umístěna pamětní mramorová deska s latinským nápisem, který připomíná návštěvu císaře Josefa II. a jeho doprovod ve Zlatých Horách 8. července 1766.

## Expozice
V městském muzeu se nachází stálá expozice změřena na historii hornictví, zlatohorského regionu a obce Rejvíz. Mezi exponáty je vystaveno dobové náčiní a nářadí, soubor exponátů zahrnující různorodou sbírku např. tresorů, radiopřijímačů, optických přístrojů, psacích strojů, porcelánových zátek atd. V přízemí je galerie a klubovna zlatohorského vojenského historického klubu. V prvním patře je selská jizba a expozice vývoje hornictví, sbírka minerálů a expozice zaměřena na region. Ve sklepě je umístěna mučírna a model štoly. V roce 2018 bylo muzeum vybaveno interaktivními skenery, zařízeními zvukových efektů a podlahové animace.

## Stavební podoba
Stará pošta je jednopatrová nárožní zděná stavba se sedlovou střechou. Průčelí orientované do náměstí je tříosé, členěné čtyřmi svazkovými pilastry s korintskými hlavicemi, které nesou úseky kladí přecházející na okapové straně v korunní římsu. V přízemí ve střední ose je kamenný portál se stlačeným obloukem, klenákem a přímou římsou. V klenáku je vyryt letopočet 1698. Po stranách portálu ve vpadlinách na parapetních římsách jsou pravoúhlá okna v ostění s ušima a s nadokenní římsou. Okna jsou zamřížovaná. Okna v patře jsou stejného typu, v podokenním parapetu středního okna je umístěn štukový erb, ve kterém jsou dvě poštovní trubky a písmena F.C.N. Krajní okna a parapetní výplně vytvářejí pas. Na kladí nasedá tříosý štít, se dvěma dvojicemi svazkových korintských pilastrů. Nad nimi nasedá na průběžnou římsu rozeklaný volutový štít s malým volutovým štítkem s vázou na vrcholu a iniciálami VR. Mezi pilastry ve středu štítu je okno v šambráně s ušima a podokenní římsou. Nad oknem v šambráně je oválné okno. Po stranách pilasrů na atikových úsecích jsou volutová křídla, po stranách pilířky s protáhlou vázou. Boční fasáda je hladká v přízemí tříosá s pravoúhlým vstupem, který má po stranách zamřížovaná okna. Zadní strana je trojosá zakončena trojúhelníkovým štítem.

### Interiér
Středem budovy prochází chodba zaklenutá křížovými klenbami, které jsou oddělené dvojicemi pasů na čabrakových konzolkách. Prostor v pravé části mají valenou klenbu s lunetami. V přední části chodby se zachoval interiér z počátku 20. století.